# Robert Cecil Martin

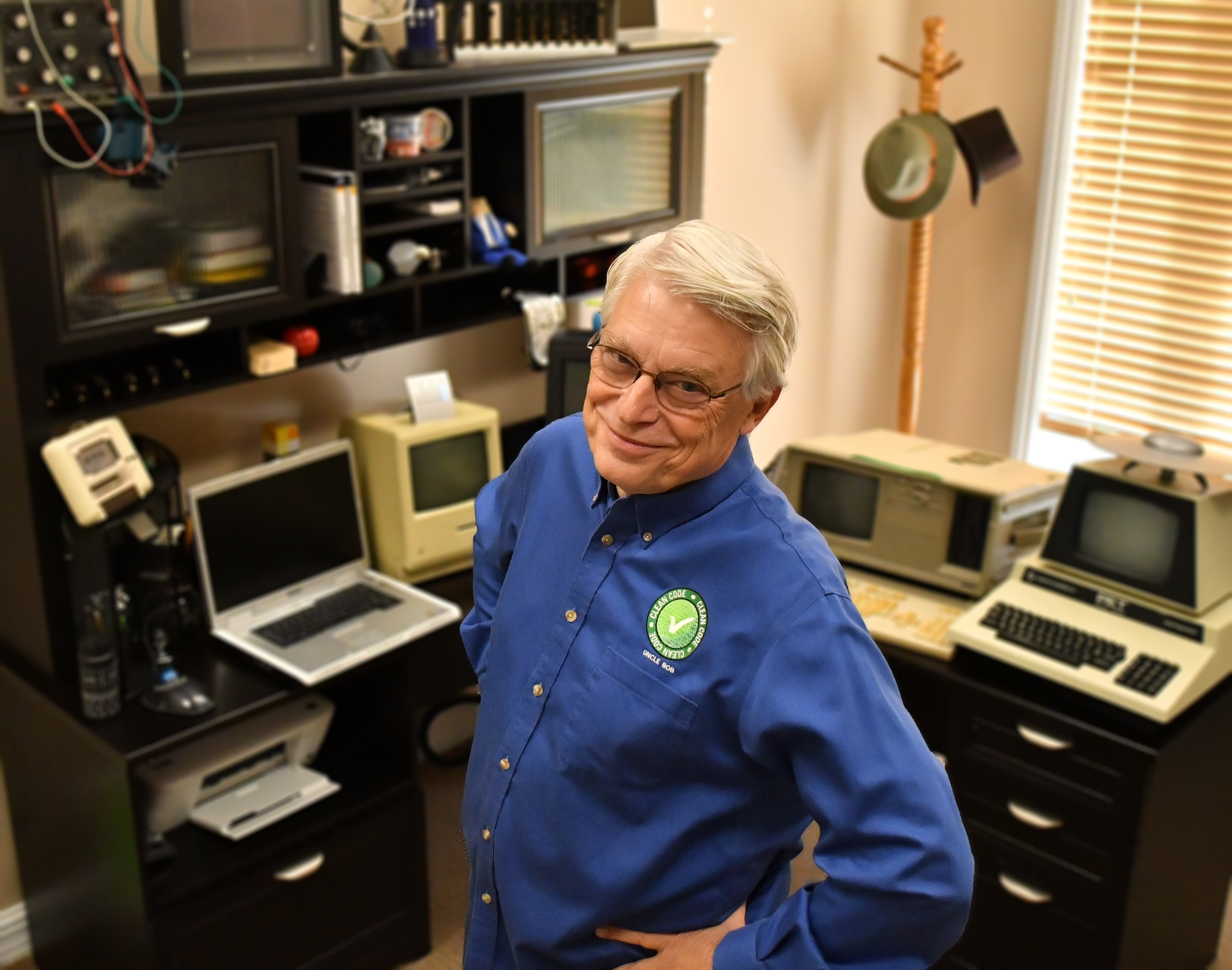
Robert Cecil Martin

Robert Cecil Martin (* 5. Dezember 1952) ist ein US-amerikanischer Softwareentwickler, IT-Berater und Schriftsteller. Robert C. Martin, auch bekannt als „Uncle Bob“, arbeitet seit den 1970er Jahren in diversen Softwareentwicklungsprojekten, seit 1990 als international anerkannter IT-Berater. 2001 initiierte er die Entwicklung des Agilen Manifests, das Fundament agiler Softwareentwicklung. Er ist auch führendes Mitglied der Bewegung Software Craftsmanship, die sich der Clean Code Softwareentwicklung verschrieben hat.
Robert C. Martin ist Gründer, Präsident und Chief Executive Officer von Object Mentor Inc., welche Beratung zu den Themen C++, Java, Objektorientierte Programmierung, Entwurfsmuster, UML, Agile Softwareentwicklung und Extreme Programming anbietet. Außerdem entwickelt Martin das Open-Source-Tool FitNesse, ein Wiki für Akzeptanztests.
Von 1996 bis 1999 war er Chefredakteur des C++ Reports.

## Schriften

### Deutschsprachig
- Clean Code: Refactoring, Patterns, Testen und Techniken für sauberen Code. mitp-Verlag, 2009, ISBN 978-0-13-235088-4.
- Clean Coder: Verhaltensregeln für professionelle Programmierer. mitp-Verlag, 2014, ISBN 978-3-8266-9695-4.
- Clean Architecture: Das Praxis-Handbuch für professionelles Softwaredesign. mitp-Verlag, 2018, ISBN 978-3-95845-724-9.
- Clean Agile: Die Essenz der agilen Softwareentwicklung. mitp-Verlag, 2020, ISBN 978-3-7475-0111-5.

### Englischsprachig
- Designing Object-Oriented C++ Applications. Using the Booch Method. Prentice-Hall, Englewood Cliffs NJ 1995, ISBN 0-13-203837-4.
- Robert Cecil Martin (Hrsg.): More C++ Gems (= SIGS Reference Library Series. Band 17). Cambridge University Press u. a., Cambridge 2000, ISBN 0-521-78618-5.
- Agile Software Development. Principles, Patterns, and Practices. Pearson Education, Upper Saddle River, NJ 2002, ISBN 0-13-597444-5.
- UML for Java Programmers. Prentice Hall, Upper Saddle River NJ 2003, ISBN 0-13-142848-9.
- mit Micah Martin: Agile Principles, Patterns, and Practices in C#. Prentice Hall, Upper Saddle River NJ 2006, ISBN 0-13-185725-8.
- Clean Code. A Handbook of Agile Software Craftsmanship. Prentice Hall, Upper Saddle River NJ u. a. 2008, ISBN 978-0-13-235088-4.
- The Clean Coder. A Code of Conduct for Professional Programmers. Prentice Hall, Upper Saddle River NJ u. a. 2011, ISBN 978-0-13-708107-3.
- Clean Architecture: A Craftsman's Guide to Software Structure and Design. Prentice Hall, Upper Saddle River NJ u. a. 2017, ISBN 978-0-13-449416-6.
- Clean Agile: Back to Basics. Prentice Hall, Upper Saddle River NJ u. a. 2019, ISBN 978-0-13-578186-9.
- Clean Craftsmanship: Disciplines, Standards, and Ethics. Pearson, 2021, ISBN 978-0-13-691571-3.
- Functional Design: Principles, Patterns, and Practices. Pearson, 2024, ISBN 978-0-13-817639-6.
- We, Programmers: A Chronicle of Coders from ADA to AI. Pearson, 2024, ISBN 978-0-13-534426-2.